# Cycliophora
Cycliophora (Gr.: Kreistragende) ist ein 1995 von den dänischen Biologen Reinhardt Kristensen und Peter Funch neu eingeführter Stamm der Vielzelligen Tiere. Derzeit ist nur eine Gattung mit zwei Arten, Symbion pandora und Symbion americanus (Obst et al., 2006), bekannt, die auf den Mundwerkzeugen von Hummern leben und nur etwa 350 µm groß werden.

## Merkmale
Die bislang bekannten Arten der Cycliophora erreichen in ihrer sessilen und bekanntesten Form (Ernähungsstadium oder Nährindividuum) eine Körperlänge von etwa 350 Mikrometer. Sie sind mit Hilfe einer saugnapfähnlichen Fußplatte und einem Stiel an den Mundwerkzeugen der Hummer befestigt, auf denen sie leben. Die Ernährung erfolgt durch das Einstrudeln von Nahrungspartikeln durch einen Cilienring um die Mundöffnung. Der Darmausgang befindet sich als separater Ausgang in der Nähe der Mundöffnung. Im Körper des Tieres entstehen kontinuierlich neue Knospen, die den Ernährungsapparat ersetzen und asexuelle Larven bilden.

## Fortpflanzung

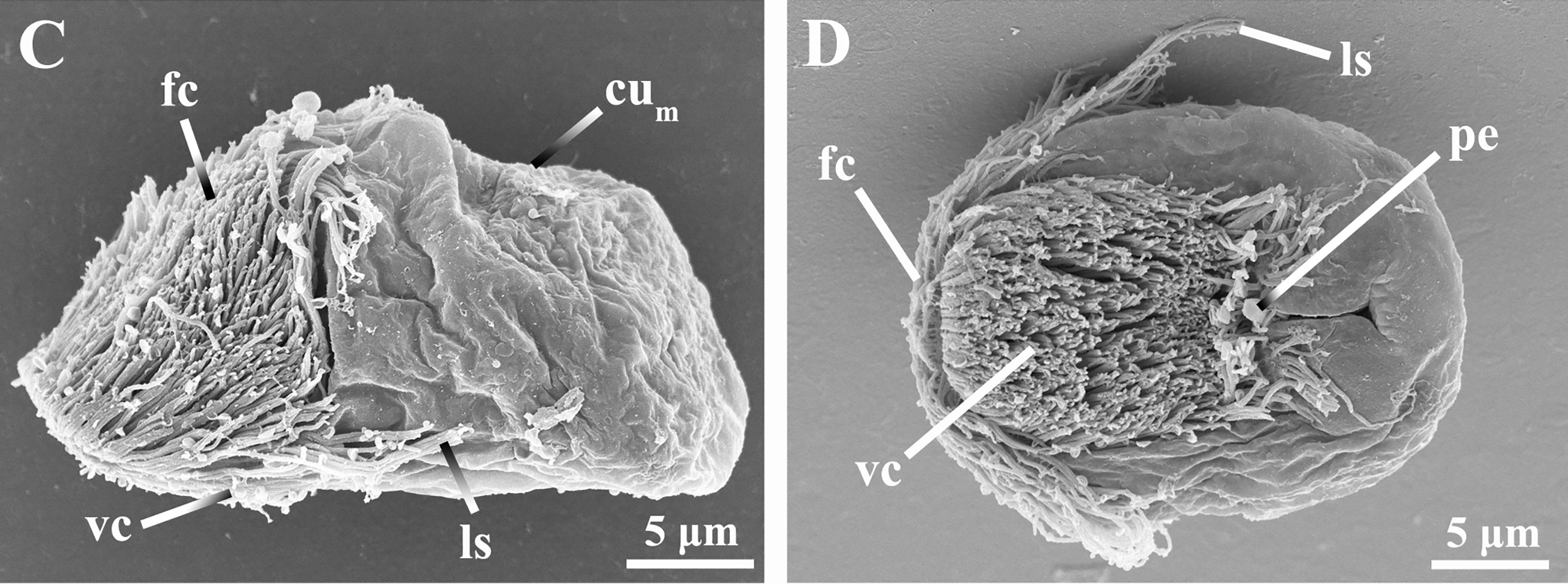
Zwergmännchen von Symbion pandora (REM-Aufnahmen) in lateraler (links) und ventraler (rechts) Ansicht.

Der Fortpflanzungszyklus der Cycliophora besteht aus einer komplexen Abfolge von geschlechtlichen und ungeschlechtlichen Stadien. Dabei besitzen sie mehrere verschiedene Entwicklungsstadien, die zumindest kurzfristig freischwimmend sind. Diese lassen sich unterteilen in Pandora-Larven, die ein fertiges sessiles Tier ausbilden können, Prometheus-Larven, welche Zwergmännchen mit einer typischen Länge von etwa 40 Mikrometern bilden, sowie weibliche Tiere, die sich an Hummer-Mundwerkzeugen festsetzen und Chordoid-Larven als Verbreitungsstadium freigeben können. Keines der freischwimmenden Stadien nimmt Nahrung auf.
Aus dem an den Mundwerkzeugen des Hummers festsitzenden Ernährungsstadium bildet sich durch innere Knospung zunächst eine Pandora-Larve, welche den Körper des Muttertieres verlässt, sich in dessen Nähe auf den Mundwerkzeugen desselben Hummers festsetzt und zu einem neuen Ernährungsstadium heranwächst. Der Vorgang kann sich mehrfach wiederholen und erklärt die oft hohe Anzahl an nicht geschlechtsreifen Ernährungsstadien an den Mundwerkzeugen eines einzelnen Hummers.
In einer späteren Phase ihres Lebens wechseln die Ernährungsstadien von diesem ungeschlechtlichen Fortpflanzungszyklus zu einem geschlechtlichen Fortpflanzungszyklus. Einige Individuen bilden, in ähnlicher Weise wie bereits die Pandora-Larven, eine sogenannte Prometheus-Larve, während andere, ebenfalls durch innere Knospung weibliche Geschlechtstiere hervorbringen. Der genaue Auslöser für diesen Wechsel ist noch unbekannt, der Vorgang scheint jedoch eng gekoppelt mit dem Häutungszyklus des Hummers zu sein. Zum Ende seines Häutungsprozesses finden sich geschlechtsreife Cycliophora an den Mundwerkzeugen.
Die Prometheus-Larve (auch „primary male“, „Primäres Männchen“) verfügt über keine vollständigen Fortpflanzungsorgane. Sie verlässt das Ernährungsstadium, in dem sie gebildet wurde, verbringt eine kurze Zeit als freibeweglicher Organismus, heftet sich schließlich an den Rumpf eines anderen Ernährungsstadiums und beginnt in ihrem Inneren durch Knospung 1–3 Zwergmännchen zu bilden. Im Inneren des von der Prometheus-Larve besetzten Ernährungsstadiums bildet sich ein weibliches Geschlechtstier, welches, voll ausgebildet, sein Ernährungsstadium ebenfalls verlässt. Wann genau und auf welche Art und Weise die Befruchtung durch die Zwergmännchen erfolgt, ist unbekannt.
Das befruchtete Weibchen vermag kurze Strecken schwimmend zu überwinden und setzt sich bevorzugt, etwas abseits der Ernährungsstadien-Kolonie, an geschützteren Bereichen der Mundwerkzeuge desselben Hummers fest. Dort degeneriert es zu einer Zyste („chordoid cyst“) in deren Innern eine Chordoid-Larve heranwächst. Letztere stellen das Verbreitungsstadium des geschlechtlichen Fortpflanzungszyklus dar. Nachdem sie ihre Zyste verlassen haben, können sie sich sowohl schwimmend als auch kriechend fortbewegen und besiedeln einen neuen Hummer, wo aus ihnen ein Ernährungsstadium hervorgeht und der Fortpflanzungszyklus erneut beginnt.

## Systematik
Die genaue Position der Cycliophora innerhalb des phylogenetischen Systems der Tiere ist nicht abschließend geklärt und entsprechend umstritten. Sie werden von verschiedenen Wissenschaftlern an unterschiedliche Stellen des Systems platziert. So wird von einigen eine Verwandtschaft mit den Plattwürmern angenommen. Andere sehen eine engere Verwandtschaft mit den Moostierchen (Bryozoa), denen sie in ihrer sessilen Lebensweise und der Fortpflanzung ähneln. Als ebenfalls mögliche Schwestergruppe werden aufgrund morphologischer und molekularer Merkmale die Kelchwürmer (Kamptozoa) genannt.

## Arten
Aus dem Taxon Cycliophora sind bislang nur zwei Arten bekannt, die beide auf den Mundwerkzeugen von Hummern leben:
- Symbion pandora beim Kaisergranat (Nephrops norvegicus)
- Symbion americanus beim Amerikanischen Hummer (Homarus americanus)

Eine weitere, bislang unbenannte Art, wurde zudem auf dem Europäischen Hummer (Homarus gammarus) entdeckt.